# Särkijärvi (sjö i Sodankylä, Lappland, Finland)
Särkijärvi eller Särkilampi är en sjö i Finland. Den ligger i kommunen Sodankylä i landskapet Lappland, i den norra delen av landet, 800 km norr om huvudstaden Helsingfors. Särkijärvi ligger 184 meter över havet. Arean är 64,4 hektar och strandlinjen är 4,89 kilometer lång. Sjön  ingår i Kemi älvs huvudavrinningsområde.   Den sträcker sig 1,8 kilometer i nord-sydlig riktning, och 0,8 kilometer i öst-västlig riktning.